# بلکان
1. بلوکان ، روستایی از توابع بخش رودبارشهرستان شهرستان قزوین در استان قزوین ایران است.

- اطلاعات کلی

این روستا در 45 کیلومتری شهر قزوین واقع شده و مسیر دسترسی آن از جاده الولک میباشد که بعد از گذر از روستای خسرود به این روستای ناب میرسید که در قلب کوهستان البرز جواهری در آغوش خود جای داده است . این روستا با آب و هوایی معتدل کوهستانی هر ساله میزبان مردمانی است که سفر را با رسیدن به آنجا فراموش میکنند و آنرا همچون خانه خود ماندنی میبینند. کشت برنج و دامداری و باغبانی که از پیشه های قدیم ایرانیان است در این روستا پایدار مانده و تعدادی از مردمان هنوز مایحتاج خود را از این طریق برآورده میکنند . طی چند سال اخیر با ساختن بناهای جدید به تعداد ساکنان این منطقه افزوده شده است .
از میوه های این روستا میتوان به گیلاس ، گردو ، خرمالو ، توت ، انگور ، آلبالو ، سیب ، گلابی اشاره کرد .
بناهای تاریخی موجود بر سر یکی از قله های اطراف این روستا بنام قلایع نشان از قدمت طولانی سکونت در این روستا دارد .
موقعیت جغرافیایی روستا به گونه ای است که هر ساله صحرا ها و کوهستان آنجا پناهگاه حیواناتی از قبیل پلنگ ، خرس قهوه ای ، گرگ ، کفتار ، روباه ، بز کوهی و قوچ می باشد و چندین مرتبه دام های مردم این روستا توسط حیوانات وحشی نظیر گرگ تلف شده اند .
دره بلوکان که یکی از مناطق گردشگری روستاست  از سال های گذشته میزبان تعداد زیادی دره نورد از سراسر ایران بوده است .
این روستا از حدود چهارصد سال گذشته توسط خانواده میرزایی برای سکونت انتخاب شد و بعد از زاد و ولد و اذدواج فرزندان با خانواده های مستقر دیگر در روستاهای اطراف موجب شد که جمعیت روستا بمرور افزایش یابد .
این روستا از گذشته توسط کدخدا اداره میشد که با تغییر شرایط این مسئولیت به دهیار انتقال داده شده که در کنار دهیار اعضای شورا هم برای بهبود شرایط محل تلاش می کنند  . 
شبکه استانی قزوین تا به حال دو مستند به فاصله زمانی 7 سال از روستای بلوکان تهیه کرده و از شبکه قزوین پخش شده است .